# Comme un chien enragé
Pour plus de détails, voir Fiche technique et Distribution.
Comme un chien enragé (At Close Range) est un film américain de James Foley, sorti en 1986.
Avec dans les rôles principaux les acteurs Christopher Walken et Sean Penn, la bande originale du film, Live to Tell, a été composée par la chanteuse Madonna.

## Synopsis
1978. Brad Whitewood junior, un jeune homme quelconque d'une petite ville de province aux États-Unis, vient de terminer ses études secondaires. Au chômage et désœuvré, il vit en compagnie de sa mère, sa grand-mère et de son demi-frère Tommy et passe le plus clair de son temps à regarder la télévision, boire de la bière, fumer des joints et traîner en ville avec ses copains. Mais deux événements vont lui permettre de sortir de la grisaille quotidienne.
Tout d’abord, il tombe amoureux d'une jeune fille de sa ville, nommée Terry. Puis, il fait la connaissance de son père, Brad Sr., qu'il n'a pas revu depuis des années. Son père est à la tête d'une petite équipe expérimentée de voleurs professionnels de machines agricoles. Leurs activités s'étendant sur plusieurs États américains, Brad Sr. et sa bande évitent les poursuites en changeant d’État et vivent grassement, protégés par des appuis dans la police.
Lorsqu'une violente dispute oppose Brad Jr. au nouveau compagnon de sa mère, c'est tout naturellement auprès de ce père qui le fascine tant que le jeune homme va se réfugier. Brad rencontre alors les autres membres de la bande de son père, ainsi que sa compagne. Peu après, il participe avec eux à des expéditions, initiant ensuite son demi-frère Tommy ainsi que ses copains à former une équipe à eux.
Mais, après avoir assisté à l'assassinat d'un indicateur de la police par l'un des membres de la bande de Brad Sr., Brad Jr. se rend compte que son père est un monstre cruel et immoral. Finalement, le gang de Brad Jr. est arrêté alors qu'il tentait de voler des tracteurs. Pris en charge par le FBI et les forces de l'ordre locales, ceux-ci tentent de l'intimider pour l'amener à témoigner sur le gang de son père.
Pendant que Brad Jr. est en prison, son père commence à devenir convaincu que sa petite amie, Terry, est un risque pour ses propres activités ; Brad Sr. subodore que son fils pourrait lui confier des détails et que Terry pourrait en parler, étant très loquace. Dans une tentative de détruire la relation de Terry avec son fils, Brad Sr. viole la jeune femme après l'avoir saoulée et battue.
Après une visite en prison où Terry, accompagnée de la mère de Brad Jr., a une conversation avec le jeune homme, il semble que celui-ci commence à envisager de coopérer avec la police. Quand les membres du gang de son fils sont assignés à comparaître, Brad Sr. décide alors que son seul recours pour éviter sa propre chute est de les éliminer, ses hommes tuant Lucas, Aggie et Tommy, le demi-frère de Brad Jr.
Alors que Brad Jr. et Terry prévoient de fuir vers le Montana, ils sont pris en embuscade par les membres du gang de son père : Terry est tuée et Brad est gravement blessé. Celui-ci se confronte finalement avec son père, armé de sa propre arme dans l'intention de le tuer, mais décide finalement de l'épargner et de coopérer avec la police pour qu'il soit jugé. 
En fin de compte, Brad Jr., diminué physiquement à cause de ses blessures, témoigne avec émotion à la barre des témoins lors du procès de son père.

## Fiche technique
- Titre : Comme un chien enragé
- Titre original : At Close Range
- Réalisation : James Foley
- Scénario : Nicholas Kazan & Elliott Lewitt
- Production : Elliot Lewitt
- Société de production : Hemdale Film Corporation (en)
- Musique : Patrick Leonard
- Photographie : Juan Ruiz Anchía
- Montage : Howard E. Smith
- Pays de production : États-Unis
- Format : Couleur
- Son : Dolby
- Durée : 111 min
- Genre : Policier
- Dates de sortie en salles :
  - États-Unis : 18 avril 1986
  - France :  14 janvier 1987
- Film interdit en salles aux moins de 12 ans en France.

## Distribution
- Christopher Walken (VF : Bernard Tiphaine) : Brad Whitewood Senior
- Sean Penn (VF : Éric Baugin) : Brad Whitewood Junior
- Mary Stuart Masterson (VF : Agathe Mélinand) : Terry
- Chris Penn (VF : Franck Baugin) : Tommy Whitewood
- Millie Perkins (VF : Claude Chantal) : Julie Whitewood
- Crispin Glover (VF : Vincent Ropion) : Lucas
- Kiefer Sutherland : Tim
- Eileen Ryan (VF : Paule Emanuele) : la grand-mère
- Tracey Walter (VF : Patrick Préjean) : Patch Whitewood
- R. D. Call (VF : Jean Barney) : Dickie
- David Strathairn (VF : Pierre-François Pistorio) : Tony Pine
- J.C. Quinn (VF : Jacques Richard) : Boyd
- Candy Clark (VF : Isabelle Ganz) : Mary Sue
- Jake Dengel (VF : Pierre Trabaud) : Lester
- Stephen Geoffreys (VF : Fabrice Josso) : Aggie
- Noelle Parker : Jill
- Gary Gober : le procureur
- James Foley (VF : Marc François) : l'assistant du procureur
- Marshall Fallwell Jr. (VF : Jacques Frantz) : le barman
- Doug Anderson (VF : François Leccia) : le Marshall
- Alan Autry (VF : Patrick Floersheim) : Ernie

## Production

### Inspiration
Comme un chien enragé s'inspire d'un fait divers réel qui s'est passé en 1978 à Chester County dans la banlieue de Philadelphie, en Pennsylvanie. Le film narre le récit d'une famille de criminels qui a troublé l'ordre public durant les années 1960/70 et dont le chef de famille était Bruce Johnston Sr, chef d'un gang qui avait recruté des adolescents et les avait ensuite assassinés froidement quand ils étaient devenus des témoins trop gênants. L'histoire fit sensation aux Etats-Unis à la fin des années 1970.
Le scénario a été coécrit par Nicolas Kazan, le fils du cinéaste Elia Kazan.

### Choix des interprètes
Le rôle de Brad Senior, avant d'échoir à Christopher Walken, est d'abord proposé à Robert De Niro qui le refuse, trouvant le personnage trop noir.
Sean et Chris Penn sont les fils d'Eileen Ryan, qui joue dans le film le rôle de leur grand-mère.
Parmi les jeunes acteurs, figurent Crispin Glover et Kiefer Sutherland, aux débuts de leur carrières.

### Tournage
Le film est tourné dans le Tennessee, mais ne mentionne jamais le nom de l'État de manière explicite, ni la ville où se déroule l'intrigue.

### Musique
La chanteuse Madonna interprète la chanson du générique du film, Live to Tell, qu'elle a coécrite avec Patrick Leonard, collaborateur de la chanteuse et compositeur du film. La chanson devient numéro 1 du Billboard Hot 100 en 1986 et dans le top 10 dans plusieurs pays du monde. La chanson a été également incluse sur le troisième album de Madonna, True Blue.

## Accueil

### Critique
Lors de sa sortie en salles, le critique Roger Ebert du Chicago Sun-Times a attribué au film une note de trois étoiles et demi sur quatre, indiquant : « peu de films récents ont brossé un tableau aussi sombre de la nature humaine ». Il décrit les deux acteurs principaux comme « au top de leurs formes dans des rôles qui leur donnent beaucoup à faire », parlant de Sean Penn comme « probablement le meilleur des jeunes acteurs » tout en saluant la performance « odieuse » de Christopher Walken.
Sur le site agrégateur de critiques Rotten Tomatoes, le film est crédité d'un score de 87 % d'avis positifs, sur la base de 23 critiques collectées et une note moyenne de 7,20/10. Sur Metacritic, il obtient une note moyenne pondérée de 67 sur 100, sur la base de 9 critiques collectées ; le consensus du site indique : « Avis généralement favorables ».
En 2018, à l’occasion de la réédition à tirage limité du film en Blu-ray et DVD, le journaliste du Point Philippe Guedj évoque pour ce film une « ambiance parfois irréelle, presque onirique, de ce véritable paradoxe cinématographique, entre réalisme rural et sophistication graphique, drame familial et film de genre, ellipses narratives et longues scènes d'atmosphère installant les personnages ». Il ajoute : « Visuellement typique du beau versant esthétique des années [19]80 [...], le film flirte certes parfois dangereusement avec l'excès de stylisation. Mais la puissance du face à face entre Penn et Walken et le crescendo tragique de l'intrigue, ainsi qu'une lancinante mélancolie, offrent un contrepoint magnifique et glaçant à cette patte eighties ».

### Box-office
Malgré ses bonnes critiques, le film rencontre un échec commercial lors de sa sortie en salles, ne rapportant que 2 347 000 $ de recettes aux États-Unis, pour un budget estimé à 6 500 000 $,. En France, il réalise 62 806 entrées.
Le faible résultat au box-office n'a pas empêché ce long-métrage d'obtenir un statut de film culte.

## Distinctions

### Récompenses
- ASCAP Film & Television Music Award : « Most Performed Song from Motion Picture » à Madonna pour Live to Tell.
- BMI Film & TV Award : « Most Performed Song from a Film » au compositeur Patrick Leonard pour Live to Tell.

### Nominations
- Nomination à l'Ours d'or du meilleur film lors de la Berlinale 1986[9].
- Nomination lors du Casting Society of America : « Best Casting in Feature Film » (Risa Bramon Garcia, Billy Hopkins).